# ولاية أقسراي
ولاية أقسراي (بالتركية: آق‌سرای ولایت/Aksaray ili) ولاية وسط تركيا تحيط بها من ثلاث جهات ولايات قونية ونيدة ونوشهر وقرشهر، وتنتهي شمالا عند بحيرة سد الخلفانية الذي على قزل إرماق وتطل في غربيا على بحيرة طوز، وهي متصلة في ما بينهما بولاية أنقرة، وعاصمتها أقسراي. وقد كانت في الزمن الأول من نواحي بلاد قباذق (قبدوقية). وفي حدودها الجنوبية مما يلي ولاية نيدة جبل الحسن الشاهق وارتفاعه نحو 3٬000 متر.
تبلغ مساحتها 8,051 كم2 ويبلغ عدد سكانها 396,084 نسمة كما يبلغ معدل الكثافة السكانية 49/كم2 تقع في وسط تركيا.